# 田中未知
田中 未知（たなか みち、1945年〈昭和20年〉 - ）は、日本の作曲家、楽器作家、映画監督、著作家。寺山修司を長年にわたり公私にわたって支えた人物、および1969年（昭和44年）のヒット曲『時には母のない子のように』の作曲家などとして知られる。東京都出身、東京都立千歳高等学校卒業。

## 経歴
昭和期の劇団「天井桟敷」の初期メンバーとして入団。初公演「青森県のせむし男」（1967年〈昭和42年〉）から劇団の一員として活動しており、制作と照明を担当していた。
天井桟敷の旗揚げ公演の資金作りのため、寺山を囲む会費制のサロンの会が開催され、そのコーナーの一環として、田中が寺山の詩に曲をつけ、ギターで披露した。その内の1曲が『時には母のない子のように』であり、1968年（昭和43年）にカルメン・マキの曲として発表され、作曲家としてのデビュー作となった。後には同じくカルメン・マキの『山羊にひかれて』『だいせんじがけだらなよさ』、日吉ミミの『人の一生かくれんぼ』など、寺山作詞・田中作曲による楽曲も多く製作したほか、山谷初男、荒井沙知ら多くのアルバム、寺山監督による映画『迷宮譚』『蝶服記録』『ローラ』など、東陽一の監督による『サード』『もう頬づえはつかない』などの映画音楽も手掛けた。
1974年（昭和49年）には、日常の道具を楽器に変える「幻想楽器展」、文字に音を与える「言語楽器展」など、楽器作家としても活動した。1977年（昭和52年）以降、『記憶のカタログ』『FACE』など、16mmフィルムの実験映画の監督も務めた。
1986年（昭和61年）に渋谷西武百貨店で開催されたイベント『テラヤマ・ワールド』のプロデュースを最後に、周囲にほとんど行き先を告げることなく日本を離れ、オランダにわたった。以降は創作活動から離れて、畑を耕して暮らし、夏にはヨーロッパの山々でのキャンプ生活を送り、オリンポス山、ピレネー山脈、アルプス山脈、ノールカップなどを回った。その距離は自動車の走行距離に換算すると、地球10周以上に達する
著作家としての主な著書には『質問』『空の歩き方』『寺山修司と生きて』などがある。『質問』は、「何々は好きですか?」「何々したことはありますか?」など、365個の質問のみで構成された書であり、「質問」をテーマとして本書に挑んだことから、田中は自身を「質問家」とも称している。初版は730ページと分厚く、真っ白の装丁が古書マニアに人気で、捜している人も多い。2004年（平成16年）には東京都丸の内でのイベント「コトバメッセ」で、この「質問」1つ1つが街中にばらまかれ、気に入った質問に自身の答を記入して投稿する企画も開催された。
2018年（平成30年）時点においても、オランダのフリースラント州に在住であり、日本にはほとんど帰国しない生活を送り続けている。

## 寺山修司に関する業績
寺山修司の存命時は、田中の主な仕事は寺山の秘書兼マネージャーであった。特に1969年（昭和44年）に寺山が離婚した後は、公私に渡るパートナーとして寺山を支え続けた。寺山の最期を看取り、寺山の告別式では喪主も務めた。
寺山の没後は、田中個人の創作活動の傍ら、寺山の制作でありながら寺山存命時には公開に至らなかった映画の上映に尽力し、同1983年には『草迷宮』、翌1984年（昭和59年）には『さらば箱舟』の公開を実現させた。
寺山の蔵書や遺愛の品は、寺山の母から売って金に換えるよう求められながらも、それらを買い取って死守した。それらは後に1986年（昭和61年）の東京の渋谷西武百貨店で開催された、田中プロデュースによる『テラヤマ・ワールド』で展示された後、青森県の三沢市寺山修司記念館に収められた。若手の役者による寺山作品にも頻繁に通った。
日本を離れた後、1999年（平成11年）5月4日に東京で開かれた寺山の十七回忌には、オランダから帰国して参列した。この十七回忌には、寺山にまつわるイベントや出版が集中する中、田中の『質問』も復刊された。2005年（平成17年）5月4日の二十三回忌にもやはりオランダから参列し、寺山との仕事や寺山の言葉を整理しており、若い世代に残すことを目指していると明かした。
同2005年、寺山の著作権の継承者より、寺山の著作権の一部を田中の権利として承認された。2008年（平成20年）11月には、オランダの自宅で20年余り保管していた寺山の未発表の写真が、写真集『写真屋・寺山修司』として発刊され、東京で写真展が開催された。
寺山の書の復刊として、同2008年に『寺山修司未発表歌集 月蝕書簡』、2014年（平成26年）には『秋たちぬ──寺山修司未発表詩集』も手掛けた。『秋たちぬ』に際しては、オランダと日本を往来する中、スマートフォンを操作してばかりの日本の若者たちを見たことなどで、彼ら彼女らが言葉を失っていると痛感し、寺山の残した言葉によって、再び若者たちが言葉と向き合うきっかけになってほしい、との思いがあったという。
2014年11月には東京都で、寺山作品および寺山と田中の共同作業について探る、田中の企画によるイベント「田中未知 PRESENTS 寺山修司を 歌う 読む 語る」が開催された。
2018年（平成30年）3月には、田中の『質問』が復刻されると共に、寺山の没後35年を記念して東京で開催されたイベント「寺山修司不思議書店」において、『質問』作中の質問に寺山が答える様子を収めた短編映画『質問』が初上映された。
同2018年9月29日より、田中未知、文芸評論家の三浦雅士、ブックデザイナーの祖父江慎の3名が編集委員を務める特別展「寺山修司展 ひとりぼっちのあなたに」が、神奈川県横浜市の神奈川近代文学館で開催された。田中が収集・管理してきた資料の中から厳選した300点を中心に構成されており、寺山の学生時代の資料、寺山から母宛ての手紙、天井桟敷での演劇の進行が詳細に書き込まれた直筆の箱書きなど、貴重な資料類も展示された。同年11月25日まで開催。
田中の著書『寺山修司と生きて』には、寺山を支えることを生き甲斐とした田中の、波乱に満ちた生涯が詳しく書かれている。

## 評価
長年にわたって寺山の業績を様々に伝えた田中の業績は、宇都宮大学教授である守安敏久からも高く評価されている。
2015年（平成27年）11月21日のテレビ番組『ノンフィクションW 暗黒のアイドル、寺山修司の彼方へ。「月蝕歌劇団」30年の挑戦』(WOWOW)で、寺山を最も知る女優としてナレーターを務めた高橋ひとみは「寺山を伝え続けるという使命に一生を捧げた人として、本当にすごい」と感嘆した。
『寺山修司と生きて』の冒頭には、寺山から田中へ贈られた「未知、きみは固有名詞じゃない。ぼくとの共通名詞である。一緒につくった一つの存在です」との言葉が記されている。

## 手掛けた作品

### 作曲
- 「時には母のない子のように」
- 「山羊にひかれて」
- 「だいせんじがけだらなよさ」
- 「人の一生かくれんぼ」

### 楽器作家
- 1974年　幻想楽器展。言語楽器展。話しかける部屋展。
- 高松次郎デザインによる言語楽器 バロール・シンガー[27]

### 映画音楽
- サード
- もう頬づえはつかない
- 四季・奈津子
- ザ・レイプ
- ラブレター
- セカンドラブ

### 実験映画作品監督
- 1977年 「記憶のカタログ」
- 1979年 「FACE」
- 1979年 「質問」
- 1981年 「水の中の日記」

### 著書
- 1973年 「愛するメロディ」
- 1977年 「質問」
- 1997年 「空の歩き方」
- 2000年 「質問」（復刻版）